# Blutgericht von Lanškroun

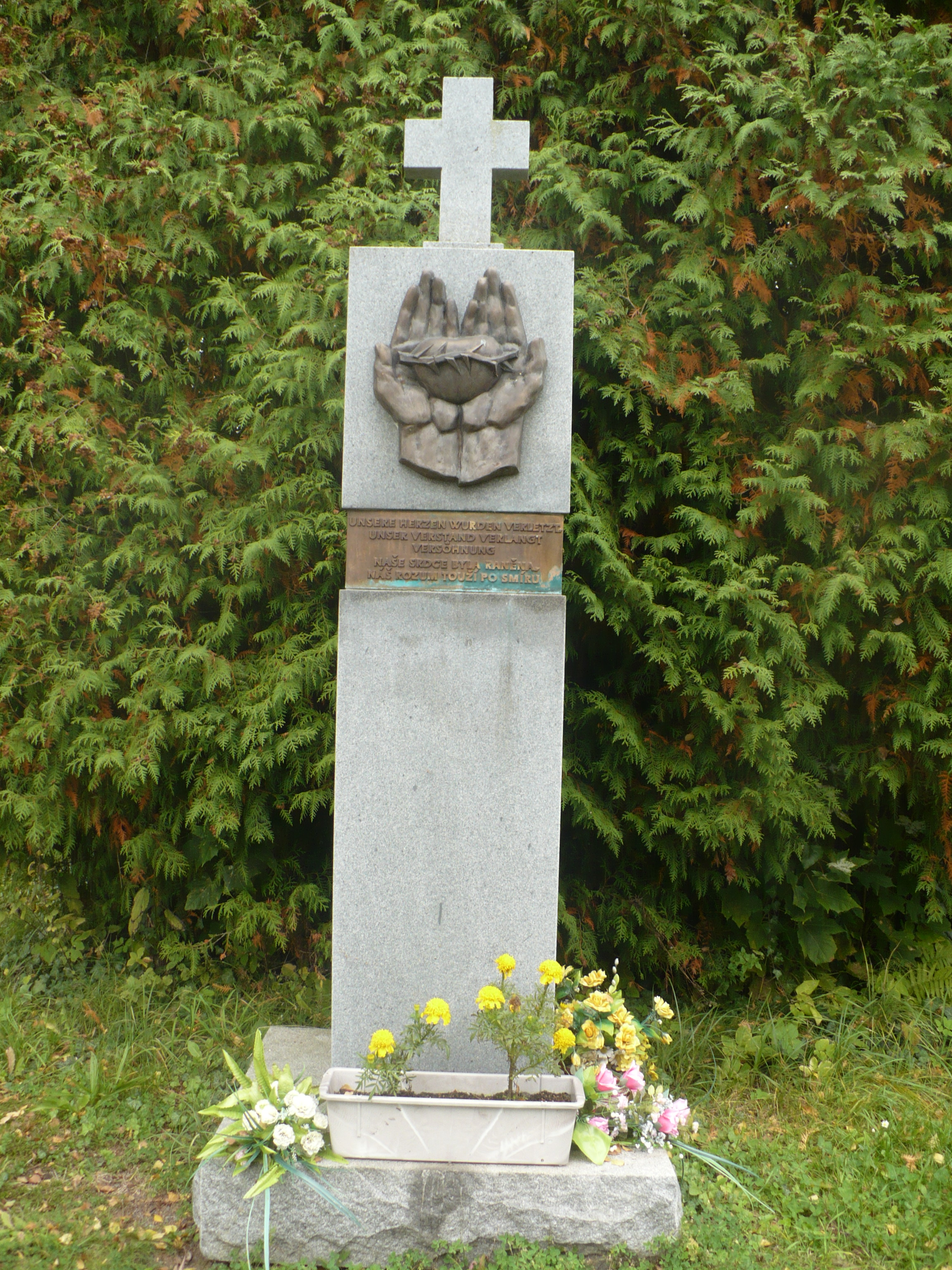
Denkmal für die Opfer des „Blutgerichts“

Als Blutgericht von Lanškroun wird ein nach dem Ende des Zweiten Weltkriegs vom 17. bis 21. Mai 1945 in Lanškroun (deutsch: Landskron) gegen die vornehmlich deutschen Bewohner der Stadt und der umliegenden Dörfer abgehaltenes Volksgericht bezeichnet. Dieses Volksgericht wurde von tschechischen Partisanen aus der nahegelegenen Stadt Vysoké Mýto (deutsch: Hohenmauth) durchgeführt. Es wird in der deutschsprachigen Literatur üblicherweise Blutgericht genannt, da in vielen Fällen die Todesstrafe sofort vollzogen wurde.

## Ablauf
Am 17. Mai 1945 trafen gegen 11 Uhr Busse mit tschechischen Partisanen auf dem Stadtplatz von Lanškroun ein. Nach der Ansprache eines russischen Offiziers verteilten sich die Partisanen in der Stadt und trieben die deutschen Bewohner auf dem Stadtplatz zusammen. Auf dem Gehsteig vor dem Landratsamt wurde ein großer Tisch aufgestellt. An ihm nahm das sogenannte Volksgericht Platz und verhängte nun Urteile in rascher Folge. Diejenigen, die man als Schuldige selektiert hatte, mussten vor den Richtertisch treten, nachdem man sie gezwungen hatte, die letzten zwanzig Schritte auf den Knien zu rutschen. Die Urteile sahen zumeist körperliche Züchtigungen vor, wobei diese sofort vollstreckt wurden. Augenzeugen berichten von Grausamkeiten in der Behandlung der Verurteilten, von denen einige durch die Schläge getötet wurden; andere wurden an der Rathausmauer erschossen oder an Straßenlaternen aufgehängt. Am ersten Tag wurden 24 Verurteilte getötet, diese Zahl stieg in den folgenden Tagen auf um die 40 ermordete Personen an. Weit mehr als 100 Personen wurden zu Prügelstrafen zwischen 10 und 100 Schlägen bestraft.
Am zweiten Tag kam es zu einem Zwischenfall, als die Besitzerin eines an den Stadtplatz angrenzenden Ladens sich und ihr Haus anzündete, wodurch die Verurteilungen für diesen Tag unterbrochen wurden.
Am dritten Tag wurden die deutschen Bewohner von Thomigsdorf nach Lanškroun geführt. Am 20. Mai 1945, dem Pfingstsonntag pausierte das Gericht. Am darauffolgenden 21. Mai 1945 waren die Bewohner aus Lukau und Nieder Johnsdorf an der Reihe.
Von den während der Tage in Lanškroun zusammengetriebenen Deutschen wurden 1.200 Männer ausgewählt und im Gebäude des Lanškrouner Gymnasiums interniert. Sie wurden zunächst ins Konzentrationslager Auschwitz und von dort aus nach Sibirien zur Zwangsarbeit gebracht. Während des Lanškrouner Blutgerichts starben mehr als 100 Personen durch Suizid und töteten teilweise zuvor auch andere Familienmitglieder.
Eine juristische Aufarbeitung des Geschehens hat bisher nicht stattgefunden. Aufgrund des „Amnestie-Gesetzes“ Nr. 115 vom 8. Mai 1946 sind derlei bis zum 28. Oktober 1945 begangene Taten straffrei.